# سالو (إسبانيا)
سالو هي بلدية تقع في مقاطعة طركونة في منطقة كتالونيا،إسبانيا.